# Heinz Tappert
Heinz Tappert (* 15. Mai 1928 in Senitz, Landkreis Reichenbach) ist ein deutscher ehemaliger Offizier der Nationalen Volksarmee der Deutschen Demokratischen Republik. Bis zu seiner Entlassung 1990 hatte er den Dienstgrad eines Generalleutnants inne.

## Leben und militärische Laufbahn
Als Sohn eines Arbeiters erlernte Tappert den Beruf eines Kaufmanns, kam anschließend in ein Wehrertüchtigungslager der Wehrmacht und 1945 zum Reichsarbeitsdienst, wo er in sowjetische Kriegsgefangenschaft geriet.
Nach seiner Entlassung aus der Gefangenschaft war Tappert von Ende 1945 bis 1948 Wirtschaftsgehilfe. 1948 trat er der SED bei. Sein Eintritt in die bewaffneten Organe der DDR erfolgte zum 15. September 1948. In diesen agierte Tappert bis 1949 als Innendienstleiter und Rechnungsführer in der Volkspolizei-Dienststelle in Quedlinburg. Anschließend erfolgte 1949 seine Versetzung zur VP-Dienststelle nach Rostock, wo er bis 1952 Zahlstellenleiter war. Im Stab der Hauptverwaltung der Ausbildung agierte er von 1951 bis 1952 als Revisor. Anschließend kam er als Offizier in die Abteilung Inspektion der Kasernierten Volkspolizei, wo er im Referat Verwaltung Finanzen eingesetzt wurde. 1955 wurde er Stellvertreter des Chefs der Verwaltung Finanzen und Leiter der Abteilung Inspektion im Stab der Kasernierten Volkspolizei. 1956 erfolgte sein Aufstieg zum Stellvertreter des Chefs der Verwaltung Finanzen im Ministerium für Nationale Verteidigung (MfNV). Diese Position hielt er bis 1959 inne. Dort stieg er von 1959 bis 1976 zu deren Chef auf. Während dieser Zeit erfolgte am 1. März 1967 seine Ernennung zum Generalmajor. 1976 wurde Tappert zum Chef der Finanzökonomie im MfNV bestellt, wo er am 7. Oktober 1977 zum Generalleutnant befördert wurde. Diese Position hielt er bis zu seiner Entlassung am 28. Februar 1990 inne.

## Verurteilung in den Mauerschützenprozessen
Als Beteiligter wurde Tappert in den  Mauerschützenprozessen am 24. Juli 1998 vor der 28. Großen Strafkammer des Berliner Landgerichts im selben Verfahren wie Manfred Grätz, Wolfgang Herger und Horst Brünner wegen Beihilfe zum Totschlag zu einem Jahr Freiheitsstrafe auf Bewährung verurteilt.

## Auszeichnungen in der DDR
- 1979 Ehrenspange zur Ernst-Schneller-Medaille in Gold
- 1982 Friedrich-Engels-Preis
- 1984 Scharnhorst-Orden
- 1986 Vaterländischer Verdienstorden in Gold
- 1988 Ehrenspange zum Vaterländischen Verdienstorden in Gold